# Drawn & Quarterly
Drawn & Quarterly ( D+Q ) é uma editora de histórias em quadrinhos sediada em Montreal, Quebec, Canadá. Publica principalmente histórias em quadrinhos, romances gráficos e coleções de tiras de quadrinhos . Seus livros destacam-se pelo conteúdo artístico, bem como pela qualidade da impressão e do design. O nome da empresa é um trocadilho em inglês com " drawn" (desenhado), " quartely "(trimestral) e a prática de execução de enforcamento, arrasto e esquartejamento, (hanging, drawing and quartering). Inicialmente especializada em quadrinhos underground e alternativos, desde então expandiu-se para reimpressões clássicas e traduções de obras estrangeiras. Durante a década de 1990, Drawn & Quarterly foi a principal antologia trimestral da empresa.
Hoje é a editora de histórias em quadrinhos mais bem-sucedida e proeminente do Canadá, publicando artistas renomados como Lynda Barry, Kate Beaton, Marc Bell, Chester Brown, Daniel Clowes, Michael DeForge, Guy Delisle, Julie Doucet, Mary Fleener, Joe Matt, Shigeru Mizuki, Rutu Modan, Joe Sacco, Seth, Yoshihiro Tatsumi, Adrian Tomine e Chris Ware . 
Em 2006, a Drawn & Quarterly começou a publicar os quadrinhos de Moomin da escritora e artista finlandesa Tove Jansson em formato de livro na série Moomin: The Complete Tove Jansson Comic Strip . 
A Drawn & Quarterly tem uma forte reputação na comunidade de quadrinhos  e suas antologias ganharam vários prêmios Harvey. 

## Histórico
A Drawn & Quarterly foi fundada em 1990 pelo montrealense Chris Oliveros, então com 23 anos.
Para publicar sua revista de quadrinhos artísticos, Oliveros se inspirou na Raw, de Art Spiegelman e Françoise Mouly.  Pediu emprestados 2.000 dólares a seu pai  para o primeiro número da revista antológica Drawn & Quarterly, que foi lançada em abril de 1990. Ela deveria ser publicada quatro vezes por ano e conter quadrinhos artísticos curtos, mas Oliveros logo percebeu que havia quadrinhos artísticos longos demais para serem incluídos em sua revista e começou a publicar quadrinhos e graphic novels independentes, começando com o quadrinho de Julie Doucet , Dirty Plotte .  Seth, Joe Matt e Chester Brown,  quadrinistas que viviam em Toronto, logo se associaram ao editor. No início dos anos 2000, Brown lançou um best-seller surpresa com Louis Riel .  Em 2003, publicou A Drawn & Quarterly Manifesto, que aconselhava os livreiros como armazenar e vender novelas gráficas.
À medida que as histórias em quadrinhos se tornaram mais populares entre o público, Oliveros percebeu que precisava de um publicista. Ele perguntou a Peggy Burns, que estava fazendo aquele trabalho na DC Comics, se ela conhecia alguém que pudesse preencher o cargo, e a própria Burns se ofereceu, mudando-se de Nova York para Montreal. Ela foi a terceira funcionária da empresa e logo assinou um acordo de distribuição da editora com a Farrar, Straus e Giroux, o que expandiu muito a exposição da empresa, ao mesmo tempo em que lhe deu um toque literário. A Drawn & Quarterly reduziu o número de títulos serializados publicados, concentrando-se em histórias em quadrinhos em formato de livro, como coleções e romances gráficos. Atualmente, a empresa emprega 25 pessoas. 
Inicialmente publicando principalmente artistas do Canadá e dos Estados Unidos, durante a década de 2000, a editora expandiu seu catálogo com artistas europeus como Philippe Dupuy e Charles Berbérian, Lewis Trondheim e Guy Delisle, além de explorar o movimento gekiga japonês. Também começou a publicar as obras de Shigeru Mizuki, Susumu Katsumata, Yoshihiro Tatsumi, Oji Suzuki e Seiichi Hayashi pela primeira vez em inglês.
Em 2015, a editora produziu uma coleção intitulada Drawn & Quarterly: Twenty-Five Years of Contemporary Cartoons, Comics, and Graphic Novels, apresentando obras fora de catálogo, memorabilia e ensaios de escritores conhecidos como Margaret Atwood . No mesmo ano, Oliveros deixou o cargo de editor para se concentrar em seus próprios desenhos, com a intenção de autopublicar a história em quadrinhos The Envelope Manufacturer. Burns assumiu como editor e diretor criativo. Tom Devlin tornou-se editor executivo. 
Em novembro de 2023, os funcionários da Drawn & Quarterly formaram um sindicato com a Fédération du Commerce no âmbito da Confédération des Syndicats Nationaux, certificado pelo Tribunal Administrativo do Trabalho de Quebec. 